# Upiory Pierścienia

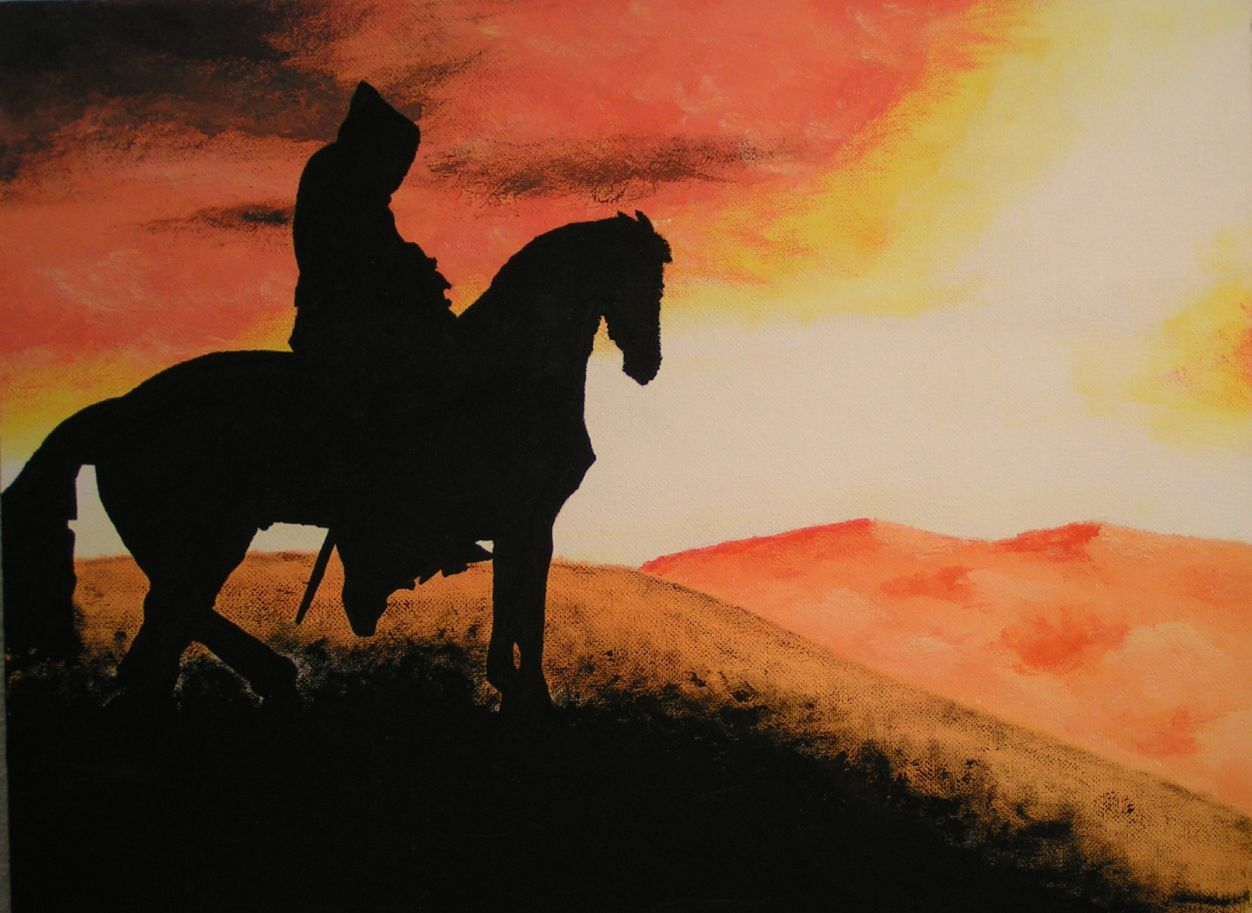
Upiór Pierścienia

Upiory Pierścienia (ang. Ringwraiths, CM Nazgûle, qya. Úlairi) – postacie ze stworzonej przez J.R.R. Tolkiena mitologii Śródziemia, słudzy Saurona. Zwani również Czarnymi Jeźdźcami lub Dziewięcioma Jeźdźcami, uważani za „najokrutniejsze sługi Saurona”. Po raz pierwszy występują we Władcy Pierścieni.

## Historia

### Pochodzenie
Nazgûle byli początkowo ludźmi, którzy w Drugiej Erze zostali obdarzeni Pierścieniami Władzy: byli wśród nich trzej książęta númenorejscy, (przypuszczalnie tzw. Czarni Númenorejczycy), którzy zawarli sojusz z Sauronem, i przynajmniej jeden Easterling (Khamûl). Dzięki pierścieniom zdobyli długowieczność i olbrzymią potęgę, wkrótce jednak pierścienie, którymi rządził Jedyny Pierścień, noszony na palcu przez Saurona, ich opanowały. Utracili stopniowo ciała i stali się Upiorami Pierścienia, najpotężniejszymi sługami Saurona.

Dziewięć ofiarował śmiertelnym ludziom, dumnym, możnym ludziom, których w ten sposób usidlił. Dawno, dawno temu ulegli oni władcy Jedynego Pierścienia i stali się upiorami, cieniami Wielkiego Cienia, jego najokrutniejszymi sługami.

### Przed Wojną o Pierścień
Po raz pierwszy ujawnili się w 2251 roku Drugiej Ery. Po pokonaniu przez Ostatni Sojusz Saurona (w 3441 roku DE) ukryli się na wschodzie, by czekać na powrót Saurona. Gdy ten zmaterializował się w Dol Guldur około 1300 roku TE, Wódz Nazgûli udał się na północ, by między Wrzosowiskami Etten a Północnym Pustkowiem założyć państwo Angmar, którego celem miało być pokonanie państw Dúnedainów na północy. Czarnoksiężnik wypełnił swoje zadanie, jednak w 1975 roku wojska Angmaru zostały pokonane przez połączone siły Gondoru i Lindonu. Wtedy Glorfindel wypowiedział słowa proroctwa, że Wódz Nazgûli zostanie zgładzony „daleko stąd i nie z ręki męża”.
Po klęsce Czarnoksiężnik udał się do Mordoru, gdzie zgromadził pozostałych Nazgûli i w 2002 roku zdobył Minas Ithil, która została przemianowana na Minas Morgul (Wieża Złych Czarów). W 2043 i 2050 roku wyzwał króla Gondoru, Eärnura, którego później najprawdopodobniej podstępnie zabił. Przez kilka stuleci Nazgûle przebywali w Minas Morgul, gdy jednak Sauron powrócił do Mordoru, trzech z nich wysłał do Dol Guldur (według Niedokończonych Opowieści było ich tylko dwóch – Khamûl i jego posłaniec).

### Wojna o Pierścień
Pod koniec czerwca 3018 roku Sauron wysłał dziewięciu z misją odszukania Krainy Niziołków i Jedynego Pierścienia. Czarnoksiężnik poprowadził atak na Osgiliath, dzięki któremu Nazgûle mogli przeprawić się przez Anduinę. Po połączeniu się z upiorami z Dol Guldur 22 lipca i odkryciu, że wbrew słowom Golluma Kraj Niziołków nie znajduje się nad Anduiną, podążyli na północ, w kierunku Lorien. Nie odnalazłszy tam niziołków wrócili na południe i z początkiem września podążyli przez Rohan do Isengardu. Tam zostali zwiedzeni przez Sarumana, lecz dzięki zdradzie jego sługi, Gadziego Języka, dowiedzieli się o Shire, po czym ruszyli w tym kierunku. 22 września rozbijając oddział Strażników przedostali się przez południową granicę tego kraju.
Khamûl dotarł do Hobbitonu i ścigał Powiernika Pierścienia aż do przeprawy na Brandywinie, Czarnoksiężnik udał się na Kurhany, gdzie przebudził Upiory Kurhanów, pozostali Nazgûle udali się na patrol gościńca.
Na Wichrowym Czubie stoczyli walkę z Gandalfem, a w kilka dni później zaatakowali tam Froda, którego Czarnoksiężnik ugodził Nożem Morgulu. Wkrótce zostali pokonani przy brodzie Bruinen, gdzie utracili cielesne powłoki oraz konie i pieszo powrócili do swego pana. Otrzymali od niego nowe wierzchowce, skrzydlate bestie.
Podczas oblężenia Minas Tirith rozsiewali strach i porażali czarnym tchem. Czarnoksiężnik, który był dowódcą wojsk Mordoru, wkroczył do twierdzy. W tej samej jednak bitwie spełniło się proroctwo Glorfindela i Wódz Nazgûli zginął z ręki Éowiny wspomaganej przez hobbita, Meriadoka Brandybucka. Ostatnią bitwą, w której brały udział Nazgûle, była Bitwa pod Morannonem, z której zostały zawrócone ku Górze Przeznaczenia, gdy Powiernik Pierścienia założył pierścień na palec. Jednak kiedy Pierścień uległ zniszczeniu, one również przestały istnieć.

## Charakterystyka
Jak podkreśla Shippey, moc Upiorów Pierścienia była psychiczna raczej niż fizyczna i wyraźnie rosła wraz z posuwaniem się akcji ”Władcy Pierścieni”. Używani byli przez Saurona jako posłańcy oraz do siania „wielkiego strachu” wśród przeciwników. Przerażenie wzbudzane przez Upiory było  jednocześnie ich zaletą, kiedy mieli za zadanie obniżać morale (np. podczas oblężenia Minas Tirith) i wadą (kiedy powinni byli poruszać się niezauważeni). Poza tym bali się wody – choć J.R.R. Tolkien nigdy nie ustalił dlaczego.
Spośród Nazgûli cechami indywidualnymi we Władcy Pierścieni wyróżniał się Wódz Nazgûli. W tekście Poszukiwania Pierścienia opublikowanym w Niedokończonych Opowieściach Tolkien opisał bliżej jeszcze drugiego w hierarchii Khamûla, jedynego Nazgûla znanego z imienia. Imię Khamûl zapewne pochodzi z Czarnej Mowy. Tolkien nigdzie nie wyjaśnił jego etymologii, ale niektórzy wiążą ją z możliwym pochodzeniem Khamûla z Khandu. Zwano go też Cieniem Wschodu i Czarnym Easterlingiem. Opisywany jest jako szczególnie wyczulony na obecność Jedynego Pierścienia, ale najsłabiej ze wszystkich Nazgûli radzący sobie w świetle dnia.

### NazwaNazgûl
Nazwa Nazgûl pochodzi z tolkienowskiego języka Czarnej Mowy, od słów nazg (pierścień) i gûl (upiór). W quenyi nazywano ich Úlairi. Oryginalna angielska nazwa „ringwraiths” pochodzi od słów „ring” (pierścień) i rzadko używanego „wraith”, określającego upiora bądź zjawę (niekoniecznie osoby nieżyjącej). Według Shippeya słowo to podkreśla status Nazgûli jako nie duchów, ale nieumarłych – istot, które przeszły do świata upiorów nie doświadczywszy śmierci.

### Czarne Tchnienie
- W angielskim oryginale – Black Breath
- W przekładach na język polski – Czarne Tchnienie, Czarny Dech

Była to choroba zsyłana przez Upiory Pierścienia. Skutkowała wystąpieniem negatywnego stanu emocjonalnego (rozpaczą, koszmarami) lub chwilową utratą przytomności; po długotrwałym działaniu, także śmiercią. W przypadku cięższego przebiegu czas utraty świadomości wydłużał się, występowała wysoka gorączka; po przywróceniu przytomności – stan przygnębienia.
Leczenie polegało na użyciu athelasu. Tak np. postępował Aragorn, który posiadał dar uzdrawiania jako potomek królów.
Działaniu Czarnego Tchnienia poddani byli: Meriadok Brandybuck – dwukrotnie, raz w Bree, po raz drugi razem z Éowiną – po zabiciu Wodza Nazgûli; Faramir – po starciu z Nazgûlami podczas obrony Minas Tirith; oraz (do momentu odpłynięcia do Valinoru) Frodo Baggins – raniony Nożem Morgulu.

## Nazgûle w grach opartych na tekstach Tolkiena
Nazgûle występują w licznych grach opartych na tekstach Tolkiena. Twórcy niektórych z nich nadali im imiona. W Middle-earth Role Playing wydanej przez Iron Crown Enterprises brzmią one: Dwar z Waw, Ji Inddur, Akhorahil, Hoamurath Dir, Adunaphel, Ren i Uvatha. Ulaire Cantea, Ulaire Enquea, Ulaire Lemenya, Ulaire Nelya, Ulaire Nertea, Ulaire Ostea, Ulaire Toldea w Lord of the Rings Trading Card Game wydanej przez Decipher są po prostu queneyskimi liczebnikami porządkowymi (Nazgûl Pierwszy, Nazgûl Drugi, itd). W dodatku do gry Władca Pierścieni: Bitwa o Śródziemie II – Król Nazguli Nazgûl, który był dowódcą Carn Dûm, otrzymał imię Morgomir. Natomiast według brytyjskiej firmy Games Workshop (produkującej figurkową wersję gry strategicznej), poza Czarnoksiężnikiem i Khamûlem istnieli: Pan Cienia (Shadow Lord), Mroczny Marszałek (Dark Marshall), Nieśmiertelny (The Undying), Zepsuty (The Tainted), Zdrajca (The Betrayer), Rycerz z Umbaru (The Knight of Umbar) i Widmo (The Dwimmerlaik).

## Nazgûle w innych tekstach literackich
W powieści Rockowy Armageddon George’a R.R. Martina występuje zespół rockowy o nazwie The Nazgûl i wiele z ich utworów zawiera odniesienia do tolkienowskiego Śródziemia.
„The Battle of Evermore” zespołu Led Zeppelin wspomina o Upiorach Pierścienia (werset „the ringwraiths ride in black”). Poświęcony jest im też utwór szwedzkiego zespołu blackmetalowego Marduk „Those of the Unlight”.
Nazgûlom poświęcone są także (w całości): utwór „Shadows” szwedzkiego zespołu metalowego Sabaton, pochodzący z albumu Metalizer, utwór „Nazgul” polskiego zespołu gothicmetalowego Artrosis.
W powieści Ostatni władca Pierścienia Nazgule są zgrupowaniem magów konkurencyjnym wobec Białej Rady.